# Independent
Independent [ˌɪndiˈpɛndənt] (englisch für „unabhängig“), kurz Indie, ist eine Sammelbezeichnung für erschaffene Kulturgüter von Selbstständigen, die damit ein eigenes Genre bilden. Gleichzeitig ist es auch eine Beschreibung für eben jene selbständigen Urheber bzw. Produzenten, die „unabhängig vom allgemeinen Zeitgeschmack meist neue, eigenwillige künstlerische Wege beschreiten“.
Darin können sich kreative Ausdrucksformen widerspiegeln, die von Unabhängigkeitsbestrebungen gegenüber der Kulturindustrie geprägt sind. Diese Bewegung erstreckt sich auf alle Bereiche der postmodernen Kunst, Popkultur und Unterhaltung, so vor allem auch der Musik, des Films, daneben aber auch in der Literatur, der Computerspiele oder der Mode, und wird heute teilweise synonym zum Begriff „Underground“ verwendet.

## Ökonomische Ebene
„Independent“ steht nach Ansicht ihrer Vertreter für die Unabhängigkeit von den globalisierten Konzernen des Marktes, in der populären Musik etwa der Major-Labels oder im Film der Konzerne in Hollywood. Deren Fixierung auf Massenerfolge und größtmöglichen Umsatz am Weltmarkt ohne besondere Beachtung künstlerischer Qualität und Integrität provozierte während der vergangenen Jahrzehnte immer wieder Alternativbewegungen. Im Allgemeinen wird Independent als eine kritische Haltung interpretiert, die gesellschaftliche und politische Abläufe hinterfragt. In der populären Musik wird aber zum Beispiel eine kooptierte Form dieser Ästhetik seit den frühen 1990er Jahren auch unter der Bezeichnung Alternative von Sublabels der großen Konzerne auf den Markt gebracht (siehe Independent-Label). Die Auslegung des Begriffs ist in jüngster Zeit Gegenstand zahlreicher obergerichtlicher Entscheidungen gewesen. Danach schließt der Begriff sämtliche Genres ein. Die Independents gelten auch, wenn sie als Umsatzmultiplikator genutzt werden.
Der Begriff Independent in Bezug auf Musik wurde seit Anfang der 1990er Jahre dabei immer mehr auch als ein Genre bezeichnet (siehe unten), womit eigentlich Musiker gemeint sind, welche ihre Aufnahmen oder Live-Acts unabhängig von Musiklabels selbst vermarkten. Die Musiker sind in der Regel relativ unbekannt und haben einen Hörerkreis von wenigen Dutzend bis zu einigen tausend Personen. Das Internet hat für die Independent-Musiker den Vertrieb ihrer Musik stark vereinfacht, so dass viele Musiker ihre Werke sogar gratis zum Download anbieten können. In letzter Zeit entstanden viele Community-Seiten wie Last.fm oder Myspace, die Musikern neue labelunabhängige Verbreitungswege anbieten können.

## Musikalische Ebene
Auf musikalischer Ebene steht „Independent“ für den allgemeinen Trend seit den 1980er Jahren, auf der Basis von Punk, Psychedelic Rock, Industrial oder New Wave die Ausdrucksmöglichkeiten im Pop- und (hauptsächlich) Rock-Bereich stetig zu erweitern.
Es geht um eine ästhetische Abgrenzung vom musikalischen Mainstream. Obwohl die Bands heute auch auf Major-Labels vertreten sein können, ist die Independent-Bewegung jedoch jenseits der Major-Labels entstanden. Für Major-Labels waren diese Klänge ursprünglich zu gewagt, zu kritisch, nicht massentauglich genug und damit finanziell nicht rentabel. Oft wussten die Major-Labels nichts von der Existenz der Independent-Bands.
Seit den 1980er Jahren wird Independent als ein Begriff für Musik außerhalb des Mainstreams auch als Alternative bezeichnet und wird übergreifend auch auf Sparten wie Punk, Industrial, Avantgarde, Wave, Gothic Rock, Noise-Rock, Shoegazing, IDM, Electro oder Madchester Rave angewendet. Im engeren Sinne versteht man darunter meist eine rockorientierte, mit anderen Stilen eklektisch vermischte Musikform, die bei rockigerer Ausrichtung als Indie-Rock und bei eher Pop-lastigem Sound als Indie-Pop bezeichnet wird. Insbesondere in jüngerer Zeit fließen in Indie-Rock und -Pop immer öfter auch elektronische Elemente ein. Eine einheitliche Definition dieser Musikstile gibt es jedoch nicht, sondern es wird darunter heute eine Vielzahl von Stilen im Pop- und Rockbereich zusammengefasst. Auch die Grenze zu anderen alternativen Stilen der Rockmusik wie Alternative Rock und Synth-Rock sowie zum Folk ist mitunter fließend.

## Computerspiel-Bereich
Independent-Game-Entwickler sind Spieleentwickler, die typischerweise kleinere Computerspiele (Indie-Spiele) entwickeln, sogenannte Indie-Games, da sie im Normalfall ohne finanzielle Unterstützung und Abhängigkeit von anderen Firmen/Publishern arbeiten. Meist stecken nur einzelne Personen oder kleinere Interessenverbände hinter den Spielen, manchmal über Crowdfunding auch größere Spieleenthusiastengruppen (zum Beispiel über die Kickstarter-Plattform).
Die Indie-Spiele setzen häufig auf innovative, aber vermarktungstechnisch riskante Spielkonzepte, ein Ansatz, der bei größeren, Publisher-finanzierten Spielen eher vermieden wird. Indie-Entwickler können also auch als Reaktion auf den durch Publisher für bessere Vermarktbarkeit an möglichst breite Kundenschichten erzwungenen Trend in Richtung Casual-Games und „Streamlining“ von Spielen gesehen werden. Um den Selbstkostenpreis und damit das finanzielle Risiko für die kleinen Entwickler so niedrig wie möglich zu halten, setzen die Entwickler daher meist auf den digitalen Vertrieb, den Verkauf über Online-Plattformen im Internet durch Downloads (Digitale Distribution), bei dem die physikalischen Distributionskosten entfallen.
Die Anzahl der Indie-Entwickler ist gemeinsam mit den Indie-Games erst Ende des ersten Jahrzehnts des 21. Jahrhunderts stark angestiegen durch die immer vielfältigeren Möglichkeiten des digitalen Vertriebs, wie zum Beispiel durch Steam oder das Humble Indie Bundle. Während Indie-Games aufgrund der offenen Entwicklungsplattform des PCs ihren Ursprung im Computerbereich haben, wurde im Spielkonsolenbereich erst viel später dieser Markt den Entwicklern zugänglich. So hat beispielsweise der Spielkonsolenhersteller Microsoft mit seiner Online-Plattform Xbox Live den eigenen Markt 2005 dadurch geöffnet, dass den Entwicklern ein spezielles Softwaretool zur Verfügung gestellt wurde. Einige Indie-Entwicklerstudios konnten bereits kommerziell sehr erfolgreiche Spiele entwickeln, wie zum Beispiel Minecraft.

## Filmindustrie
In der Filmbranche versteht man unter Independent-Filmen solche Filmproduktionen, die außerhalb traditioneller, großer Studios produziert und oft mit geringerem Budget und weniger professionellen Mitteln gedreht werden. Ursprünglich bezog sich dies vor allem auf die USA, wo Filme, die außerhalb der Hollywood-Studios entstanden, als „Independent“ bezeichnet wurden, mittlerweile bezieht sich dies jedoch zusehends auch auf Filme aus dem Rest der Welt, die außerhalb von großen Studios mit geringeren Mitteln produziert werden. Mittlerweile hat der Begriff auch eine künstlerische Bedeutung, da Independent-Filme aufgrund der Unabhängigkeit von großen Studios und geringerem kommerziellen Erfolgsdruck häufig unkonventioneller, anspruchsvoller und mutiger und somit weniger massentauglich sind als die Mainstream-Produktionen großer Studios.